# Antarctospira principalis
Antarctospira principalis é uma espécie de gastrópode do gênero Antarctospira, pertencente a família Borsoniidae.